# Tannheimer Hütte
Die Tannheimer Hütte ist eine Schutzhütte der Kategorie I der Sektion Allgäu-Kempten des Deutschen Alpenvereins in den Tannheimer Bergen, im österreichischen Bundesland Tirol. 
Sie liegt nördlich der Ortschaft Nesselwängle an einem Südhang. 
Die Hütte ist (Stand Juni 2025, je nach Witterung) von Anfang Mai bis Ende Oktober bewirtschaftet.

## Lage und Zugang
Die Hütte liegt auf 1713 m ü. A. am Südhang des Tannheimer Tals 3 km Luftlinie östlich vom Haldensee inmitten der Tannheimer Kletterberge Rote Flüh, Gimpel und Köllenspitze.
Man kann sie von Nesselwängle (~1130 m über dem Meer) aus in einer Gehzeit von etwa anderthalb Stunden über das Gimpelhaus (1659 m) erreichen. 
Ebenfalls 1 ½ Stunden geht man von der Bergstation der Reuttener Hahnenkammbahn aus zur Hütte.

## Geschichte
Die erste Schutzhütte an dieser Stelle wurde 1886 erbaut und mehrmals umgebaut. 2016 bot sie 18 Schlafplätze im Matratzenlager und 20 Plätze in einer Nebenhütte. 2018 wurde die Hütte aufgrund von Behördenauflagen geschlossen. Eine Renovierung war nicht wirtschaftlich. 
Der Abriss der bisherigen Hütte wurde 2020 beschlossen und im Sommer 2023 durchgeführt. Im Frühjahr 2024 wurde mit dem Neubau begonnen. Die neue Hütte wurde im August 2024 eröffnet. Sie kostete rund 2,3 Millionen Euro.

## Nachbarhütten und Übergänge
- Bad Kissinger Hütte ca. 5 Std.
- Gimpelhaus ca. 10 min.
- Otto-Mayr-Hütte ca. 3 Std.
- Willi-Merkl-Gedächtnis-Hütte ca. 3 Std.

## Gipfel
- Köllenspitze 2240 m, ca. 2 Std.
- Rote Flüh 2108 m, ca. 1,5 Std.
- Gimpel 2176 m, ca. 2 Std. (nur für Geübte)
- Hochwiesler ca. 1 Std. (nur für Kletterer)

## Klettersteige
- Köllenspitze Klettersteig, D und 1-[9]
- Friedberger Klettersteig, C[10]

## Kletterrouten
- Westliche Zwerchenwand, Zwerchen-Anni 6+[11]
- Jedem Tierchen sein Plaisierchen 6-[12]

sowie zahlreiche andere Kletterrouten machen die Hütte bei vielen Kletterern beliebt.

## Karten
- Alpenvereinskarte BY 5 Tannheimer Berge – Köllenspitze, Gaishorn (1:25.000)